# Активација тромбоцита
Активација тромбоцита је низ процеса кроз који пролазе тромбоцити и део је процеса коагулације крви. 
Тромбоцити одржавају интегритет крвних судова. Они постају активирани додиром са делом зида крвног суда који је оштећен.
Када су тромбоцити активирани, долази до наглих и рапидних промена његовог цитоскелета. Долази до деполимеризације спирала периферних микротубула, а актин из растресите мреже бива трансформисан у згуснуте снопове филамената и у садејству са миозином индукује егзоцитозу грануларног садржаја у отворен систем канала и тиме у спољашњост тромбоцита. Тиме тромбоцит мења облик од дискоидног у ирегуларно разгранат облик са дугим филоподијама.
Просторни проксимитет оба система канала, отвореног система канала и канала са електронски густим садржајем, од необичне је важности за механизам активирања тромбоцита. Отворен систем канала и систем канала са електронски густим садржајем заправо представљају органеле сличне систему трансверзалних тубула, тј. саркоплазмином ретикулуму попречно-пругастих мишићних ћелија, док је механизам активације тромбоцита процес аналоган процесу контракције мишића.
У току активације тромбоцита, његова мембрана модификује своје наелектрисање, што омогућава врло брз пролаз калцијумових јона из система канала са електронски густим садржајем. Када су у цитосолу, калцијумови јони изазивају изненадно и рапидно прелажење актина из растресите мреже у згуснуте снопове филамената, који реакцијом са миозином доводе до стварања филоподија, лоцираних на површини тромбоцита. У исто време, грануломерни садржај бива потиснут и збијен у централном делу тромбоцита, што индукује егзоцитозу грануларних компоненти у отворени систем канала, а, самим тим, и у спољашњу средину тромбоцита. Исто тако и актин индукује згушћавање агрегата тромбоцита и ретракцију угрушка.
Неопходно је дејство већег броја тромбоцита да би дошло до затварања оштећеног дела зида крвног суда и да би хемолиза била спречена. Да би до овога дошло, од необичне је важности појава филоподија на активираном тромбоциту. Оне су локализоване даље од тела тромбоцита, чиме је омогућен олакашан контакт са осталим тромбоцитима у циркулацији. Када неактивиран тромбоцит дође у однос са активираним тромбоцитом и он сам постаје активиран и пролази кроз наведени след алтерација. У току овог процеса, више тромбоцита бивају слепљени у коагулум. У садржај коагулума улазе и мрежа фибринских влакана, пореклом од фибриногена. Оштећење на делу зида крвног суда ултимативно је затворено коагулумом и даља хемолиза је спречена. Из α-гранула тромбоцитни чинилац раста је ослобођен и он омогућава зацељивање ендотела. Даљи ток промена подразумева разлагање угрушка, у чему битну функцију има плазминоген, као и хидролизни ензими ослобођени из λ-гранула.

## Препоручена литература
- Хистологија (2009). Универзитет у Београду. Медицински факултет. Бумбаширевић, Владимир и група аутора. Институт за хистологију и ембриологију професор др Александар Ђ. Костић.  976-86-7117-262-2 неважећи